# جامعة سلجوق
جامعة سلجوق (بالتركية: Selçuk Üniversitesi)‏ هي جامعة حكومية تقع في قونية بتركيا، أسست سنة 1975م، وتستقبل الجامعة نحو 70 ألف طالب.

## خريجون بارزون
- أوغور إيشلاك